# Großer Beutelmull
Der Große Beutelmull (Notoryctes typhlops) ist eine von zwei Arten aus der Familie der Beutelmulle (Notoryctidae).

## Entdeckungsgeschichte
Schon vor der Erstbeschreibung war der Große Beutelmull den Aborigines seit tausenden von Jahren bekannt. Das erste Biologen zugängliche Exemplar wurde 1888 von W. Coulthard im Northern Territory gefunden. Es erreichte Edward Charles Stirling, den Direktor des South Australian Museum in so verwestem Zustand, dass er nicht in der Lage war, einen Beutel ausfindig zu machen. Deshalb wurde die Art zuerst nicht zu den Beuteltieren gerechnet.
Wissenschaftler des 19. Jahrhunderts glaubten, dass sich Beuteltiere und Höhere Säugetiere aus denselben Urahnen entwickelt haben und suchten nach einem lebenden missing link. Da die Beutelmulle den Goldmullen Afrikas ähneln, nahmen einige Wissenschaftler an, die beiden Familien seien verwandt, womit ihre Theorie bewiesen sei. Dies war aber nur solange der Fall, bis besser erhaltene Exemplare auftauchten, an denen eindeutig der Beutel zu erkennen war.

## Beschreibung
Der Große Beutelmull wird zwischen 12,1 und 15,9 Zentimeter groß und erreicht ein Gewicht zwischen 40 und 70 Gramm. Der Schwanz erreicht eine Länge zwischen 2,1 und 2,6 Zentimeter. Der Körper wird von einem kurzen, glatten Fell bedeckt; es ist normalerweise cremeweiß, aber durch die Eisenoxide im Boden weist es meist eine rötlich-braune Färbung auf. Die Nase und der Mund sind bräunlich-rosa gefärbt. Die Art verfügt über keine Vibrissen. Der konisch geformte Kopf geht direkt in den Körper über. Die kurzen Beine sind sehr kräftig entwickelt und jeweils zwei Zehnen verfügen über große schaufelartige Krallen. Da die Bezahnung von Individuum zu Individuum unterschiedlich und die Zahnwurzeln der Molaren nur ein Drittel deren Länge ausmacht, wird angenommen, dass sich die Art nicht von harter Nahrung ernähren kann.
Teile des Rückens, des Rostrums und des Schwanzes sind nicht von Fell bedeckt und die Haut weist eine starke Hornbildung auf. Da die Art die meiste Zeit ihres Lebens unter der Erde verbringt, verfügt sie über keinerlei Sehnerven. Die Augen verfügen über eine Pigmentschicht, die wahrscheinlich Überreste der Retina sind. Die beiden Tränendrüsen und das Jacobson-Organ sind sehr ausgeprägt. Es wird angenommen, dass die Tränendrüsen den Zweck erfüllen, die Nase und das Jacobson-Organ zu reinigen und feucht zu halten.
Die Ohren sind von Fell bedeckt und verfügen über keine Ohrmuschel. Die Tiere sind in der Lage, Töne im niedrigen Frequenzbereich zu hören. Die Nasenöffnungen sind kleine vertikale Schlitze, die sich direkt unter dem schildartigen Rostrum befinden. Das Gehirn ist sehr schlecht entwickelt. Die Duftdrüsen und der Geruchssinn sind sehr ausgeprägt. Der Geruchssinn scheint eine wichtige Rolle zu spielen.

### Anpassungen
Der Große Beutelmull verfügt über keine konstante Körpertemperatur, sie schwankt zwischen 15 und 30 °C. Er teilt diese Eigenschaft mit vielen anderen unter der Erde lebenden Säugetieren, wie z. B. dem Wüstengoldmull. Sein Stoffwechsel ist sehr niedrig, obwohl die Stoffwechselrate bei unterirdisch lebenden Tieren etwa 60-mal so hoch ist wie die von oberirdisch lebenden Tieren. Der Große Beutelmull ist sehr gut an ein unterirdisches Leben angepasst. Obwohl er sehr klein ist und im Untergrund lebt, wo es kühler ist als an der Oberfläche, scheint er nicht an ein Leben in der Wüste angepasst zu sein.

## Verhalten
Durch Feldstudien ist ein wenig vom Verhalten der Beutelmulle bekannt. Verhaltensforschungen an gefangenen Tieren sind nur begrenzt möglich, da die Tiere meist nach einem Monat in Gefangenschaft sterben.

### Verhalten an der Oberfläche
Wie bei gefangenen Tieren beobachtet wurde, geht der Große Beutelmull zur Nahrungssuche an die Oberfläche. Die Tiere verlassen den Untergrund nur für kurze Zeit und graben sich nach ein paar Metern wieder ein. Es wurde auch beobachtet, dass die Tiere hauptsächlich nach Regengüssen oder in der kalten Jahreszeit an die Oberfläche kommen. Die Tiere schlafen im Untergrund. Bisweilen wurde auch beobachtet, dass sie an der Oberfläche für einige Stunden verharren, ohne sich zu bewegen. An der Oberfläche bewegen sich die Tiere auf eine gewundene Art, indem sie die Vorderbeine benutzen, um den Körper über den Boden zu schleppen. Mit den Hinterbeinen stoßen sie sich dabei vorwärts. Auf diese Art können sie sich nur langsam fortbewegen.

### Grabverhalten
Der Große Beutelmull baut keine permanenten Tunnelsysteme, da er die meisten Röhren bereits wieder hinter sich schließt. Es sieht so aus, als würde er durch den Sand schwimmen. Seine Tunnel reichen 20 bis 100, selten auch bis zu 250 Zentimeter in die Tiefe. Der Temperaturunterschied zur Oberfläche kann zwischen 15 °C im Winter und 35 °C im Sommer betragen. Wie an gefangenen Tieren beobachtet wurde, scheint der Große Beutelmull die Temperatur seines Baues durch verschieden tiefe Grabungen zu regulieren.

### Sozialverhalten
Es ist nur wenig über das Sozial- und das Paarungsverhalten des Großen Beutelmulls bekannt. Er scheint ein Einzelgänger zu sein. Es gibt keinerlei Anzeichen für große Bauten, in denen mehrere Tiere leben könnten. Es ist auch nicht bekannt, wie sich die beiden Geschlechter zur Paarung finden. Es wird aber angenommen, dass dies mithilfe ihres hochentwickelten Geruchssinns geschieht. Die Kommunikation zwischen den einzelnen Tieren scheint über niederfrequente Töne zu geschehen.

## Ernährung
Die Nahrungsgewohnheiten des Großen Beutelmulls sind weitgehend unbekannt. Er scheint ein Insektenfresser zu sein, obwohl auch der Verzehr von Sämereien und kleinen Eidechsen beobachtet wurde. Seine Lieblingsnahrung scheinen Käferlarven zu sein. Da die unterirdische Lebensweise des Großen Beutelmulls viel Energie verbraucht, scheint es unwahrscheinlich, dass er seine Beute unterirdisch sucht.

## Verbreitung und Lebensraum
Das Verbreitungsgebiet umfasst die Wüstengebiete Western Australias, des nördlichen South Australias und des Northern Territorys. Die Art lebt bevorzugt in sandigen Hügel und Flächen, die von Pflanzen der Gattung Spinifex bewachsen sind.

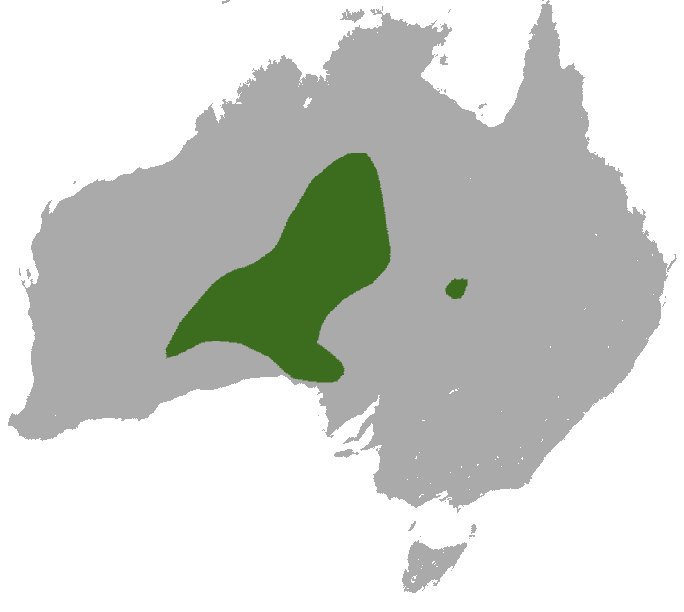
Verbreitungskarte des Großen Beutelmulls

## Gefährdung
Die Art wurde 1996 in der Roten Liste der Weltnaturschutzunion IUCN als „stark gefährdet“ (Endangered) bewertet. Da allerdings wenig über den Großen Beutelmull bekannt ist, kann die tatsächliche Bedrohung nur schwer eingeschätzt werden. Seit 2008 wird daher mangels genügender Daten (Data Deficient) keine Kategorisierung vorgenommen. Durch die Einfuhr von Katzen und Füchsen sowie den Einsatz von Pflanzenschutzmitteln schrumpft der Bestand nachweislich.